# Onophrius Schnitter
Onuphrius Schneider, ab 1562 Onuphrius Schnitter (* 1497 in Görlitz; † 10. September 1572 in Schöps bei Reichenbach), war Bürgermeister von Görlitz, Renaissance-Bauherr, Brauer, Grundherr, Kirchenvorsteher und Rechnungsführer der Peterskirche und Fähnrich. Er war ein Bruder des etwa zehn Jahre älteren Franz Schneider und wahrscheinlich ein direkter Vorfahre von Karl Konstantin von Schnitter.

## Leben
Onuphrius wurde im Jahr 1497 von Dorothea (geb. Wenscher) und Matthäus Schneider, verheiratet um 1482/86, als ihr jüngster Sohn am Fischmarkt 15 in Görlitz geboren.
Seinen ersten Haushalt bildete der Schönhof in der Brüdergasse 8. Dieser brannte beim großen Stadtbrand am 12. Juni 1525 besonders im Innenraum ab, woraufhin er einen Teil des Kaufpreises erlassen bekam. Er ließ das Gebäude nach Erich Wentschers Worten in einen der „anziehendsten und formschönsten Brauhöfe der Stadt“ und nach Richard Jecht „das älteste mit Jahreszahl (1526) versehene bürgerliche Renaissancehaus in ganz Deutschland“ wieder aufbauen. Darüber hinaus besaß er das Dorf Schöps (heute Ortsteil von Reichenbach/O.L.) und seit 1538 „vor den Toren“ einen Garten.
Im Mai 1538, als sein Bruder Franz gerade das Bürgermeisteramt innehatte, ritt Onophrius als Fähnrich und i. d. S. auch Schütze in Begleitung von 90 Reitern der ehrsamen Bürgerschaft dem anreisenden Ferdinand I., König von Böhmen, vor dessen feierlichen Einzug in Görlitz, entgegen.
Im Jahr 1539 starb Onophrius’ Mutter, verkaufte aber noch am 9. Dezember (Dienstag nach Mariä Empfängnis) ihrem Sohn Onophrius sein Geburtshaus, das Eckhaus am Fischmarkt 15.
Onophrius hatte noch in jungen Jahren Anna Träger geheiratet. Aus dieser Ehe entstammte Paul Schnitter, der um 1555 Sara Thiele heiratete, Tochter des mehrmaligen Bürgermeister Peter Thiele († 1535). Anna Träger aber verstarb früh.
In zweiter Ehe heiratete er Anna Rosenhain (gest. 29. Januar 1586) aus einer Bautzener Ratsfamilie, die seit 1526 auch in Görlitz aktiv gewesen ist.
Die Mitgliedschaft im Rat blieb Onophrius zunächst verwehrt, da auch sein Bruder Franz im Rat saß (zwei Brüder im Rat gleichzeitig waren damals nicht erlaubt). 1556 aber wurde er gleich Schöffe und knapp zehn Jahre später, im Jahr 1565 auch erstmals Bürgermeister, was er weitere fünf Jahre später, im Jahr 1570 noch einmal wiederholte.
Im Jahr 1562, als Onophrius mit seinen Brüdern, Neffen und Söhnen im Adel des verstorbenen Franz Schneiders bestätigt wurde, hoben sie ihren Namen vom „Allerweltsnamen“ Schneider ab. Der neue Name der Familie hieß Schnitter.
Am 25. Juni 1571 ließ er die standesgemäße Hochzeit seiner einzigen Tochter Elisabeth mit Nikolaus von Dornspach am Fischmarkt 15 vieler „zechender Gäste“ feiern.
Ein Jahr darauf starb er nach Scultetus Diarien am 10. September 1572. Ein Epitaph in Gedenken an ihn und seine zweite Ehefrau war bereits im Mai 1569 in der Peterskirche aufgebaut, deren Vorsteher und Rechnungsführer er ja war. Dieses Epitaph wurde wohl mit dem siebten September als sein Sterbedatum ergänzt. Schäffer überlieferte den 12. September, Knauthe den 24. September. Am wahrscheinlichsten aber scheint Scultetus Überlieferung zu sein.
Acht seiner Bauern trugen ihn am 12. September in seinem mit vier wahrscheinlich von seinem Großeltern stammenden Wappen verzierten Sarg von Schöps nach St. Nikolai, wo er begraben wurde.

## Kinder
Aus erster Ehe:
- Paul (um 1555: ⚭ Sara Thiele; ⚰︎ 5. Februar 1581 in Görlitz) Aus Pauls Ehe mit Sara sind eine Tochter unbekannten Namens (⚰︎ 8. Juni 1585) und zwei Söhne Peter (Maurer; 3 × ⚭; ᛉ zwei Kinder, davon eines überlebend. † 1626) und Paul (* 28. April 1568; Goldschmied, Brauer und Wirt; 3 × ⚭; ᛉ acht Kinder, wovon eines ungetauft starb. ⚰︎ 30. August 1622) überliefert.

Aus zweiter Ehe:
- Tobias (* 8. September 1545 in Görlitz; 1606: Bürgermeister von Görlitz; ⚭ Barbara Elfmark; ᛉ neun Kinder, wovon eines im ersten Jahr starb. † 25. März 1607)
- Onophrius (⚭ Anna Schmied, Tochter von Michael Schmied. ᛉ acht Kinder, wovon drei früh starben. † 27. August 1594)
- Elisabeth (* 1547 in Görlitz; ⚭ siehe oben; kinderlos; † 10. Dezember 1616 in Zittau; ⚰︎ Johanniskirche)
- Matthäus (* 1550 in Görlitz; 2 × ⚭; ᛉ neun Kinder, wovon Onophrius mit fünf Jahren starb. † 1604 in Zittau)
- Georg (* 1552 in Görlitz; 2 × ⚭; ᛉ drei Kinder und wahrscheinlich ein weiteres, das früh starb. † 7. November 1624)
- Benjamin (* 1561 in Görlitz; Rats- und Grundherr; ⚭ Elisabeth Schmied, wahrscheinlich Schmied von Schmiedebach; ᛉ 6 Kinder. † 22. September 1631 in Görlitz)

## Karl Konstantin von Schnitters gefälschtes Ahnenattest
Von Karl Konstantin von Schnitter gibt es ein gefälschtes Ahnenattest, wobei bürgerliche Vorfahren durch adlige ersetzt wurden. Nimmt man einen wahren Kern dieses Attests an, so war Onophrius über seinen Sohn Georg wahrscheinlich ein Ururgroßvater Karl Konstantins. Bei dieser Herangehensweise erscheint aber auch beispielsweise eine Verwandtschaft über Onophrius’ Sohn Matthäus und dessen Sohn Albert (* 1603; Ingenieur und Kriegsbaumeister in Kopenhagen; † 1684) denkbar. Auch Konstantin Schnitter (* 1587 in Görlitz), ein Sohn Onophrius des Jüngeren, käme als Großvater Karl Konstantins in Frage.
Dennoch steht außer Frage, dass die Kommentare in diesem Attest beispielsweise zu einem 1562 geadelten kaiserlichen Infanterie-Oberst Onophrius Schnitter, zu Konstantins attestierten Vater Onophrius Schnitter, königlich schwedischen Generaladjutant beim General Carl Gustav Graf von Wrangel und kur-brandenburgischen Artillerie-Oberhauptmann in Minden oder auch zu einem kaiserlichen Oberstleutnant George von Schnitter dem Versuch entstammten, aus „eine[r] ganz einheitliche[n] trotz Adelung bürgerlich gebliebene[n] Großbürgerschicht, die man allenfalls als Patriziat bezeichnen könnte“ und eher aus Biereignern und Brauern bestand, in eine Ahnenreihe ‚kriegerischen Blutes‘ voller militärischer Dienstränge, umzuwandeln wie selbst v. Mülverstedt trotz seiner eindeutigen Zweifel glaubte.